# DN72
De DN72 (Drum Național 72 of Nationale weg 72) is een weg in Roemenië. Hij loopt van Găești via Târgoviște naar Ploiești. De weg is 76 kilometer lang.